# 二色の浜公園
二色の浜公園（にしきのはまこうえん）は、大阪府貝塚市にある大阪府営の都市公園（広域公園）である。海浜公園として整備され、二色の浜海水浴場を有する。

## 概要
貝塚市南西部、大阪湾に注ぐ近木川の河口両岸に展開し、大阪府公園基本構想において「海に親しむ公園」として位置づけされている。
1933年（昭和8年）、遠浅の砂浜が広がる近木川左岸の泉南郡貝塚町大字澤（現・貝塚市澤）の海岸に、南海鉄道（現・南海電気鉄道）が「第二の浜寺」として「海浜村」を開設。宿泊施設のある海水浴場として人気を集めた。敗戦後の占領期に、海水浴場を有する大阪府営の浜寺公園がアメリカ軍に接収されたため、1950年（昭和25年）に浜寺海水浴場の代替機能をもつ海浜公園としての開発計画が決定し、児童遊戯場や芝生広場、休憩所及び展望台等の施設整備が行われた。
その後、阪南港の埋立造成に伴い、1987年（昭和62年）度に近木川右岸の貝塚市脇浜および沿岸部の埋立地となる阪南5区において、芝生の丘や球技広場、児童遊戯場、テニスコート、野球場などを整備。2000年（平成12年）度には人工島の南半にあたる阪南6区に多目的広場や人工海浜、バーベキューコーナーや水上オートバイの斜路、艇庫などの施設を有する海浜緑地13.7ヘクタールが追加された。2012年（平成24年）4月に近木川河口付近に湾処周辺地区0.9ヘクタールを追加開設し、現在、開設面積41.1ヘクタールの海浜公園として府民に親しまれている。

また令和5年4月より、民間ノウハウをより積極的に活用し、利用者サービスを高め、公園の魅力向上を図るため、新たな管理運営制度がスタート。府営二色の浜公園もその対象となり、二色の浜リバイバル・プロジェクトグループが公募により指定される。

今後はカフェやレストラン、グランピング等も新設される予定である。

## 中央（沢）エリア
所在地は貝塚市澤。
松風広場ゾーン
中央ゾーンから南へ広がる松林がある。
- 松風広場周辺の松林
- 松風児童遊戯場

中央ゾーン
レストハウス・中央児童遊戯場・管理事務所などの施設があり、二色の浜海水浴場の中央に位置する。
- レストハウス
- 中央児童遊戯場
- 海水浴場

潮騒の森ゾーン
海浜性の樹木が植えられているゾーンで、芝生の広場などがある。

## スポーツエリア
所在地は貝塚市脇浜4丁目および二色3丁目。
野球場・テニスコート・球技広場などのスポーツ用施設がある。
- 軟式野球場
- テニスコート
- 球技広場
- 脇浜児童遊戯場
- 芝生の丘

## 海浜緑地エリア
所在地は貝塚市二色南町。
南国ムード漂うヤシの木や、水上オートバイを下せる昇降機付斜路、バーベキューコーナーがある。
- 海浜緑地 ヤシの木
- 海浜緑地 斜路
- 海浜緑地 野外炉全体
- 海浜緑地 野外炉小型
- 海浜緑地 遠景

## 近隣施設
- 天然温泉 虹の湯
- 大阪府赤十字血液センター南大阪事業所
- 貝塚市立自然遊学館
- 国華園 二色の浜店

## 交通アクセス
- 阪神高速4号湾岸線貝塚出入口
- 大阪府道29号大阪臨海線
- 南海本線二色浜駅下車 徒歩約10分（中央エリア）
- 南海本線貝塚駅より水鉄バス「二色海浜緑地公園行き」に乗車、「二色住宅」・「市民の森」で下車（スポーツエリア）、「海浜緑地公園・国華園前」で下車（海浜緑地エリア）